# Gottlieb August Herrich-Schäffer
Gottlieb August Herrich-Schäffer, född 17 december 1799, död 14 april 1874, var en tysk läkare och entomolog.
Herrich-Schäffer är författare till Systematische Bearbeitung der Schmetterlinge von Europa (1843–1853, 69 delar med 636 kolorerade och 36 svarta planscher) som är ett stort verk om  Fjärilar, avsett som revision av och supplement till Jacob Hübners Sammlung europäischer Schmetteringe. Det är också Systematische Bearbeitung der Schmetterlinge von Europa som han är mest känd för.  Herrich-Schäffer författade även fortsättningen av Georg Wolfgang Franz Panzers Fauna insectorum Germaniæ (häfte 111–190, 1829–1844) och Nomenclator entemologicus (2 band, 1835–1840) med flera.